# بازار انرژی
بازار انرژی به بازار کالایی گفته می‌شود که با عرضه و تقاضای انرژی سر و کار دارد. این گونه‌های انرژی شامل نفت، گاز طبیعی، زغال سنگ، انرژی هسته‌ای، انرژی خورشیدی، انرژی هیدرولیک و غیره می‌شود. توسعه انرژی نتیجه سیاست‌هاییست که دولت برای افزایش رقابت میان شرکت‌های تولید کننده انرژی اتخاذ کرده است. تا دهه ۷۰ میلادی، بازار انرژی بدلیل وجود ساختار مونوپولی، بی ثبات و آسیب پذیر بود. هفت خواهران نفتی بر کل بازار سیطره داشتند. با ورود بازیگری قدرتمند بنام اوپک در سال ۱۹۷۳، شرایط تغییر کرد و البته جهان به یک بحران انرژی وارد شد.
امروزه در بسیاری از کشورها، بازار انرژی آزادسازی شده گرچه قوانین و مقررات ملی و بین‌المللی برای حفظ حقوق مشتری و جلوگیری از اولیگوپولی رعایت می‌شوند. از اصلی‌ترین وظایف قانون‌گذاران، جلوگیری از نوسان قیمت‌ها و رسیدگی به تخلف فروشندگان که رنگ مونوپولی دارد. پس از آغاز افزایش قیمت نفت در سال ۲۰۰۳، و به اوج رسیدن آن در سال ۲۰۰۸، دهها کنفرانس بین‌المللی برای شناخت بیشتر عوامل موثر بر قیمت نفت برگزار شد.

## میزان مصرف جهانی انرژی
با توجه به پیش‌بینی‌های انجام شده توسط اداره اطلاعات انرژی آمریکا، مصرف جهانی سالانه انرژی که در سال ۲۰۱۵، ۵۷۵ کوآدریلیون یکای بریتانیایی حرارت بود، در سال ۲۰۳۰ به ۶۶۳ کوآدریلیون و در سال ۲۰۴۰ به ۷۳۶ کوآدریلیون بی‎تی‌یو خواهد رسید که معادل افزایش ۲۸ درصدی مصرف جهانی انرژی است. این در حالیست که ۴۱ درصد این افزایش مصرف مربوط به کشورهای غیر عضو سازمان همکاری و توسعه اقتصادی (OECD) است و تنها ۹ درصد مربوط به کشورهای عضو این سازمان است. علت این تفاوت، دسترسی روزافزون کشورهای غیر عضو OECD به بازار انرژی، رشد شتابان اقتصادی و افزایش جمعیت این کشورهاست که میزان تقاضای آنها به انرژی را بیشتر می‌کند.